# Ábaco mental
Ábaco mental é um sistema de cálculo em que os usuários visualizam mentalmente um ábaco para fazer cálculos matemáticos.
Nenhum ábaco físico é usado; apenas as respostas são escritas.
Os cálculos podem ser feitos com grande velocidade dessa maneira.
Por exemplo, no evento Flash Anzan no All Japan Soroban Championship, o campeão Takeo Sasano conseguiu adicionar quinze números de três dígitos em apenas 1,7 segundos.
O ábaco usado para desenvolvimento da versão mental são as versões orientais que se parecem com o ábaco usado no Império Romano, em especial o soroban, por serem capazes de representar números gigantescos, equivalendo cada coluna, da direita para a esquerda, a uma casa decimal, começando nas unidades, dezenas, centenas, milhares, dezenas de milhares, etc, além da linha acima das colunas normais que, no caso do soroban, da direita para a esquerda, representa o número 5, 50, 500, 5000 e assim por diante.
O uso diário por 2 ou 3 anos do ábaco físico costuma dar a seus usuários a capacidade de fazer cálculos usando o ábaco mental.
Esta habilidade é muito parecida com a de pessoas que fizeram curso de datilografia em máquinas de escrever ou em teclados de computador, uma vez que se domina a posição das teclas não é necessário ficar olhando para saber onde estão as mesmas, ou até mesmo o não uso de tais equipamentos não impede de alguém utilizar os dedos corretamente ao simular digitar um texto, por exemplo.
Muitos usuários veteranos e prolíficos de ábaco na República Popular da China, Japão, Coreia do Sul e outros que usam o ábaco diariamente, naturalmente tendem a não usar mais o ábaco físico, mas realizam cálculos visualizando o ábaco mentalmente.
Isso foi verificado quando se mediu a atividade aumentada por meio de EEG no hemisfério cerebral direito ao calcular e comparou com cérebros de não veteranos que estavam usando o ábaco físico para realizar cálculos.
Este sistema está sendo propagado na China, Índia, Singapura, Coreia do Sul, Tailândia, Malásia e Japão.
Por lá são usados ábacos orientais como o suanpan, soroban ou derivados.
Diz-se que o cálculo mental melhora a capacidade mental, aumenta a velocidade de resposta, o poder da memória e o poder de concentração.
Estes ábacos podem ser usados para realizar adição, subtração, divisão e multiplicação; também podem ser usados para extrair raízes quadradas e raízes cúbicas.
Orientais que utilizam o ábaco oriental são muito mais rápidos que ocidentais mesmo que usem calculadoras para chegar aos mesmos resultados matemáticos.
No Ocidente, o ábaco é conhecido há muito tempo, há relatos de seu uso entre os gregos em 300 a.C. e era uma ferramenta de cálculo muito comum no Império Romano, porém atualmente é um instrumento bastante negligenciado como ferramenta de ensino da matemática no ocidente.
Por conta da chegada ao ocidente de informações a respeito de orientais altamente habilidosos com matemática, movimentando as próprias mãos de maneira "estranha", dado ao fato da grande habilidade deles em fazer cálculos matemáticos extremamente precisos e rápidos usando a versão mental do ábaco, este instrumento vem se tornando novamente interessante para o ensino da matemática nas escolas ocidentais, despertando cada vez mais adeptos e defensores do seu uso no Ocidente.
Tem sido cada vez mais comuns em escolas ocidentais (principalmente as particulares) o uso de ábaco para desenvolvimento das habilidades matemáticas dos alunos.